# Neastacilla nodulosa
Neastacilla nodulosa là một loài chân đều trong họ Arcturidae. Loài này được Kussakin miêu tả khoa học năm 1982.